# Дружина (герб)
Дружина або Шренява без хреста (пол. Drużyna, Szreniawa bez Krzyża) — родовий герб польської шляхти.

## Опис
У червоному полі звивається срібна річка, течія зверху вниз, з правого боку щита у лівий, по кривій лінії.
Щит увінчаний геральдичним дворянським коронованим шоломом. У нашоломнику виходить золотий лев між двома трубами, з яких на кожній по чотири бубінця.
Намет червлений, підбитий сріблом.

## Історія
Вважається, що герб Дружина спочатку був первісною версією герба Шранява. В історичних хроніках 1060-х років є опис герба Шранява де є річка, але не згадується хрест. Тому припускається, що цей же герб міг носити й руський (галицько-український) шляхтич Іван Кміта, який відомий як перший історично задокументований власник герба Шранява.
Більшість носіїв герба Дружина є саме нащадками роду Кміт. Отже, коли в гербі Шранява з'явився хрест, первісне зображення герба отримало назву Дружина.

## Роди
В Речі Посполитій та Великому князівстві Литовському герб використовували близько 20 родів:
- Бялоноцькі (Bialonocki)
- Бяловодські (Bialowodzki, Bialowocki)
- Дружини (Druzyna)
- Заршинські (Zarszynski).
- Квилецькі (Kwilecki)
- Лапка (Lapka)
- Лохман (Lochman)
- Любомирські (Lubomirscy)
- Лясковські (Laskowski)
- Микульські (Mikulski)
- Ржецькі (Rzecki)
- Рагоза (Rahoza)
- Ржеки (Rzeka)
- Третер (Treter)
- Скотницькі (Skotnicki)
- Хараїми (Haraim)